# Zjednoczone Emiraty Arabskie na Letnich Igrzyskach Olimpijskich Młodzieży 2010
Zjednoczone Emiraty Arabskie na Letnich Igrzyskach Olimpijskich Młodzieży w Singapurze w 2010 reprezentowało 4 sportowców w 4 dyscyplinach.

## Skład kadry

### Jeździectwo
| Zawodnik                                                                     | Koń                                                                       | Dyscyplina        | Runda 1      | Runda 1      | Runda 1 | Runda 2      | Runda 2      | Runda 2 | Wynik | Jump-Off     | Jump-Off | Miejsce |
| Zawodnik                                                                     | Koń                                                                       | Dyscyplina        | Punkty karne | Punkty karne | Miejsce | Punkty karne | Punkty karne | Miejsce | Wynik | Punkty karne | Miejsce  | Miejsce |
| Zawodnik                                                                     | Koń                                                                       | Dyscyplina        | Skok         | Czas         | Miejsce | Skok         | Czas         | Miejsce | Wynik | Punkty karne | Miejsce  | Miejsce |
| ---------------------------------------------------------------------------- | ------------------------------------------------------------------------- | ----------------- | ------------ | ------------ | ------- | ------------ | ------------ | ------- | ----- | ------------ | -------- | ------- |
| Shiekh Alqassimi                                                             | Pearl Monarch                                                             | Skok indywidualny | 4            | 0            | 10      | 4            | 0            | 8       | 8     |              |          | 9       |
| Mohamad Alanzarouti Timur Patarov Abdurahman Marri Pei Chew Sheikh Alqassimi | Van Diemen Chatham Park Rosie Emmaville Persuasion Gatineau Pearl Monarch | Skok drużynowy    | 8 EL 4       | 0 EL 0       | 4       | 4 0 8 0      | 0            | 1       | 12    |              |          | 4       |

### Żeglarstwo
| Zawodnik                | Dyscyplina | Wyścig | Wyścig | Wyścig | Wyścig | Wyścig | Wyścig | Wyścig | Wyścig | Wyścig | Wyścig | Wyścig | Wyścig | Punkty | Miejsce |
| Zawodnik                | Dyscyplina | 1      | 2      | 3      | 4      | 5      | 6      | 7      | 8      | 9      | 10     | 11     | M*     | Punkty | Miejsce |
| ----------------------- | ---------- | ------ | ------ | ------ | ------ | ------ | ------ | ------ | ------ | ------ | ------ | ------ | ------ | ------ | ------- |
| Saif Ibrahim Al Hammadi | Byte CII   | 25     | 27     | 28     | 24     | 24     | 25     | 23     | 20     | 22     | 21     | 20     | 27     | 231    | 27      |

### Strzelectwo
| Zawodnik      | Dyscyplina             | Kwalifikacja | Kwalifikacja | Finał        | Finał        | Finał        |
| Zawodnik      | Dyscyplina             | Punkty       | Miejsce      | Punkty       | Razem        | Miejsce      |
| ------------- | ---------------------- | ------------ | ------------ | ------------ | ------------ | ------------ |
| Salem Alqaydi | wiatrówka 10m chłopców | 558          | 20           | Nie ukończył | Nie ukończył | Nie ukończył |

### Taekwondo
- Haya Jumaa –  poniżej 49kg dziewcząt

Ćwierćfinał
- Worawong Pongpanit  L 2-12 – Nie zakwalifikowała się do półfinału i finału; zajęła 5 miejsce